# Richard Wágner
Richard Wágner (* 9. března 1999 Praha) je český herec specializující se na dabing, kameraman, moderátor a střihač.

## Životopis
Narodil se 9. března 1999 v Praze. V letech 2020 až 2023 pracoval jako kameraman, střihač a redakční hlas pro zpravodajský server Novinky.cz. Od května 2021 do března 2024 moderoval pro Novinky.cz podcast V českém znění, ve kterém zpovídal české dabéry. Od roku 2020 se věnuje dabingu filmů, seriálů i videoher. Těmi nejvýznamnějšími byly hry Kingdom Come: Deliverance a Kingdom Come: Deliverance II, ve kterých namluvil hlavního hrdinu Jindru.
Rovněž se věnuje moderování a od roku 2020 se občasně objeví v epizodní seriálové roli (např. Ulice, Sestřičky, 1. mise, Zoo, Táta v nesnázích).